# Petodseka
Petodseka (Pe-tod-se-ka, =white spot/, jedno od plemena Paviotso Indijanaca, šira sjevernopajutska skupina), koji su sredinom 19. stoljeća živjeli kod jezera Carson i Walker u zapadnoj Nevadi. Spminje ih Dodge u Ind. Aff. Rep. (1859, 1860).